# Altus (Oklahoma)
Altus ist eine Stadt im Jackson County (Oklahoma) in den USA. Altus hat 18.729 Einwohner (2020) und ist die Hauptstadt des Jackson County.
In Altus befindet sich die Altus Air Force Base der United States Air Force, Heimat des 97th Air Mobility Wing (97 AMW) und der Ausbildungsbasis für Besatzungen der McDonnell Douglas C-17 und Boeing KC-135. Weiterhin ist es der Standort des Western Oklahoma State College und des Southwest Technology Center.

## Geographie
Laut dem United States Census Bureau hat die Stadt eine Fläche von 44,1 km², von denen 43,6 km² auf Land- und 0,5 km² auf Wasserfläche entfallen.

## Geschichte
Die Geschichte der heutigen Stadt Altus begann mit einer Ansiedlung von rund 50 Viehzüchtern, die das Gebiet nach dem Ende des Sezessionskriegs aufsuchten. Am 18. Februar 1886 wurde das Postamt gegründet, die Siedlung wurde zu jener Zeit unter dem Namen „Frazer“ geführt. Nach einer Flutkatastrophe im Jahr 1891 wurde die Siedlung auf höheren Grund verlegt, hier kam zum ersten Mal der Vorschlag auf, die Stadt in „Altus“ (lat.: „hoch“) umzubenennen. Bei Staatsgründung des Staats Oklahoma im Jahr 1907 verzeichnete Altus 1.927 Einwohner. 1908 wurde die junge Stadt an die Eisenbahn angeschlossen, bis 1930 wurde die Stadt zu einem regionalen Zentrum für landwirtschaftliche Güter, insbesondere Baumwolle. Die 1942 errichtete Altus Air Force Base stellt bis heute einen der wichtigsten Arbeitgeber der Stadt dar. 1970 erreichte die Stadt ihre bislang größte Einwohnerzahl von 23.302.

## Bevölkerung
Laut der US-Volkszählung von 2010 lebten in Altus 19.813 Menschen in 5.292 Familien. Das ist ein Bevölkerungsschwund von 7,65 % im Vergleich zur vorhergehenden Volkszählung im Jahr 2000. Seinerzeit lebten 21.447 Menschen in 7.896 Haushalten und 5.629 Familien. Zum nächsten United States Census 2020 verringerte sich die Bevölkerung weiter auf nunmehr 18.729 Einwohner.

## Verkehr
Im Stadtzentrum von Altus kreuzen sich die U.S. Routes 62 und 283. Über US 62 lässt sich nach Osten das 117 km entfernte Lawton (Oklahoma) erreichen, nach Westen das 106 km entfernte Childress (Texas). US 283 verbindet Altus mit dem 37 km nördlich liegenden Mangum und dem 55 km südlich liegenden Vernon, Texas.
Nördlich der Stadt liegt der Altus / Quartz Mountain Regional Airport (IATA: AXS), auf der Strecke nach Lawton (Oklahoma) befindet sich der Lawton-Fort Sill Regional Airport (IATA: LAW). Eine Anbindung an den schienengebundenen Personenverkehr besteht nicht.

## Bildung
Die Stadt Altus wird von 7 Schulen mit Bildungsangeboten versorgt, die von 3.294 Schülerinnen und Schülern besucht werden. Daneben existieren im Umland des Jackson County (Oklahoma) weitere Schulen. Weiterführende Bildungsangebote werden durch das Western Oklahoma State College und das Southwest Technology Center angeboten.

## Persönlichkeiten
- Robert N. Bellah (1927–2013), Soziologe und Kulturanthropologe
- Stacey Blumer (* 1969), Freestyle-Skierin
- Jake Colhouer (1922–1998), American-Football-Spieler (Chicago Cardinals und New York Giants)
- Mark Cotney, Profi-Football-Spieler (Tampa Bay Buccaneers)
- Larry Mike Garmon, Schriftsteller, Lehrer und Fotojournalist
- Jason Gildon, Profi-Football-Spieler (Jacksonville Jaguars und Pittsburgh Steelers)
- Paul Gregg, Sänger und Songwriter
- Thomas Clark Oden (1931–2016), methodistischer Theologe
- John Sterling, Profi-Football-Spieler (Green Bay Packers and Denver Broncos)